# Glossosoma phyllon
Glossosoma phyllon là một loài Trichoptera trong họ Glossosomatidae. Chúng phân bố ở miền Cổ bắc.